# NGC 4344
NGC 4344 este o galaxie lenticulară situată în constelația Părul Berenicei. A fost descoperită în 14 martie 1784 de către William Herschel. Se află la o distanță de 17 megaparseci de Pământ.